# Тевет

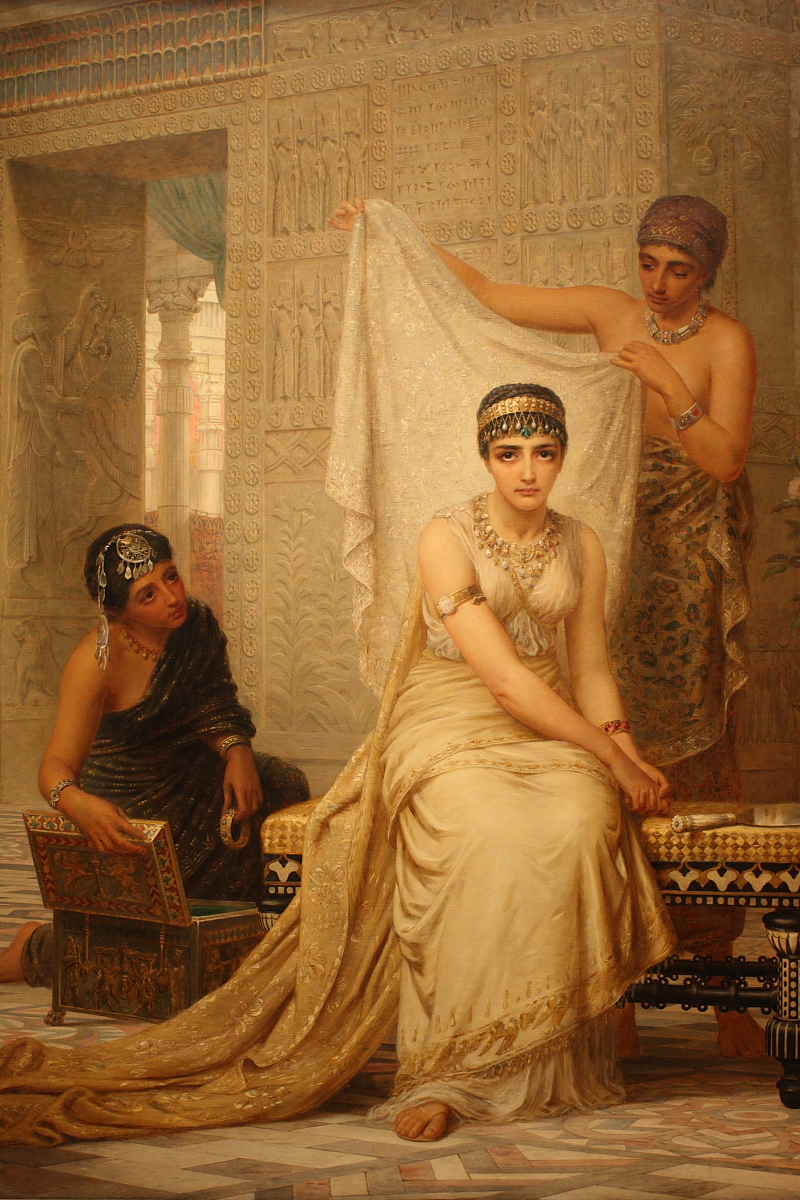
Есфір (Естер)

Тевет (івр. טֵבֵת‬) — четвертий місяць у єврейському цивільному та десятий місяць у релігійному календарі. Тривалість місяця Тевет є 29 днів. Припадає на грудень—січень григоріанського та новоюліанського календарей.
Назва місяця також наведена у Книзі Естери, хоча часто у Біблії йдеться просто про десятий місяць.
І взято Естеру до царя Ксеркса в його царський палац на десятому місяці, тобто місяці Теветі, на сьомому році його царювання. 
У 10-й день місяця Тевета юдеї постять в пам'ять про початок облоги Єрусалима Навуходоносором.